# Chesterton (Warwickshire)
Pour les articles homonymes, voir Chesterton.
Chesterton est un village de 123 habitants dans le Warwickshire en Angleterre.